# Grupo Desportivo Sourense
Grupo Desportivo Sourense (meist kurz GD Sourense) ist ein Sportverein aus der portugiesischen Kleinstadt Soure. Insbesondere für seine Fußballabteilung ist der Verein bekannt.

## Stadion
Seine Heimspiele trägt der GD Sourense im Stadion Campo Dr. António Coelho Rodrigues in Soure aus. Das Stadion fasst 1.000 Zuschauer.

## Geschichte
Der GD Sourense gründete sich am 9. Dezember 1947.
Der Verein spielte lange in der IIª Divisão, der damaligen dritten Liga. Nachdem er die Saison 2001/02 als 17. beendete, stieg er in die vierte Liga ab, der damaligen IIIª Divisão. In der Saison 2012/13 erreichte Sourense dann die Meisterschaft in seiner Spielgruppe und wurde so Gründungsmitglied der neuen dritten portugiesischen Liga, dem Campeonato Nacional de Seniores. Dort werden die Vereine nach geografischer Lage den Spielgruppen zugeordnet, entsprechend tritt der Verein seither in der Série E des Campeonato Nacional de Seniores an.
2006 gründete sich mit der Fúria Negra eine Fangruppierung aus der Ultra-Bewegung, die den GD Sourense seither unterstützt.